# Lenny Montana
Lenny Montana, all'anagrafe Leonardo Passafaro (New York, 13 marzo 1926 – Lindenhurst, 12 maggio 1992), è stato un wrestler, attore e mafioso statunitense.

## Biografia
Lenny "Bull" Montana, nome d'arte di Leonardo Passafaro, wrestler professionista negli anni '50 e '60, viene ricordato soprattutto per la partecipazione al film Il padrino (in cui interpreta Luca Brasi, killer agli ordini di don Vito Corleone), a un episodio dei telefilm Kojak e Magnum, P.I., e ai film Rapsodia per un killer e California Dolls. Alla fine degli anni sessanta fu coinvolto in certe attività criminose della Famiglia Colombo come esecutore e incendiario, e per un certo tempo fu detenuto nella prigione di Rikers Island, a New York. Al rilascio fu impiegato invece come guardia del corpo dei capi del clan. L'ultimo film in cui recitò fu Blood Song (1982), di cui fu anche sceneggiatore e produttore.
Durante le riprese del primo film della saga de "Il Padrino", Lenny Montana venne mandato dai boss Joe Colombo e Paul Castellano per verificare che il film non rovinasse la loro figura e non svelasse segreti del mondo mafioso. Lenny entrò nelle grazie di molti attori, e anche del regista Francis Ford Coppola, al punto che lo scelse per la parte di Luca Brasi. Morì di infarto il 12 maggio 1992 a 66 anni a Lindenhurst, New York, lasciando la moglie Sylvia e la figlia Carol Ann, nata nel 1951. È sepolto al St. Charles Cemetery, a Oyster Bay, località Farmingdale.

## Filmografia parziale

### Cinema
- Change of Habit, regia di William A. Graham (1969)
- Il padrino (The Godfather), regia di Francis Ford Coppola (1972)
- L'altra faccia del padrino, regia di Francesco Prosperi (1973)
- Rapsodia per un killer (Fingers), regia di James Toback (1978)
- Sette uomini da uccidere (Seven), regia di Andy Sidaris (1979)
- Lo straccione (The Jerk), regia di Carl Reiner (1979)
- Chi tocca il giallo muore (The Big Brawl), regia di Robert Clouse (1980)
- La promessa di Satana (Evilspeak), regia di Eric Weston (1981)
- California Dolls (...All the Marbles), regia di Robert Aldrich (1981)
- America, America (Pandemonium), regia di Alfred Sole (1982)
- Blood Song, regia di Alan J. Levi (1982)

### Televisione
- Kojak – serie TV, episodio 5x22 (1978)
- Magnum, P.I. – serie TV, episodio 2x16 (1982)